# Barira
Barira è una municipalità di quinta classe delle Filippine, situata nella Provincia di Maguindanao, nella Regione Autonoma nel Mindanao Musulmano. Tra l'ottobre 2006 e il luglio 2008 ha fatto parte della Provincia di Shariff Kabunsuan, creata con decreto regionale annullato successivamente dalla Corte Suprema delle Filippine.
Barira è formata da 14 baranggay:
- Barira (Pob.)
- Bualan
- Gadung
- Korosoyan
- Lamin
- Liong
- Lipa
- Lipawan
- Marang
- Minabay
- Nabalawag
- Panggao
- Rominimbang
- Togaig